# Raionul Răspopeni
Raionul Răspopeni (în rusă Распопенский район) a fost o unitate teritorial-administrativă din RSS Moldovenească, care a existat de la 11 noiembrie 1940 până la 9 ianuarie 1956.

## Istorie
La fel ca majoritatea raioanelor RSS Moldovenești, raionul Răspopeni a fost înființat pe 11 noiembrie 1940, iar centru raional a fost desemnat satul Răspopeni.
Până la 16 octombrie 1949 raionul a fost în componența ținutului Orhei, iar după abolirea divizării pe ținuturi a intrat în subordonare republicană. 
Din 31 ianuarie 1952 până în 15 iunie 1953, raionul a intrat în componența districtului Chișinău, după abolirea districtelor din RSSM a redevenit din nou în subordonare republicană.
La 9 ianuarie 1956 raionul Răspopeni, împreună cu un număr de alte raioane a fost eliminat, ulterior teritoriul său a fost împărțit între raioanele: Rezina și Telenești.

## Divizare administrativă
Ca stare la 1 ianuarie 1955, raionul Răspopeni includea 11 consilii sătești: Brînzenii Noi, Găuzeni, Ignăței, Negureni, Olișcani, Ordășei, Peciște, Răspopeni, Sămășcani, Scorțeni și Tîrșiței.